# Santa Lucía (San Juan)
Santa Lucía es la localidad cabecera y del departamento homónimo, también localidad principal del Componente Santa Lucía correspondiente a la aglomeración urbana del Gran San Juan
Está ubicada en el centro sur de la provincia de San Juan, en el centro norte del oasis del valle del Tulúm, Argentina.
Es sede de autoridades gubernamentales y ciudad cabecera del departamento homónimo. La Ley provincial 6.514 sancionada el 6 de octubre de 1994 la declaró ciudad. En el mes de diciembre en forma anual de desarrolla en esta ciudad la Fiesta Nacional de Santa Lucía, convocando una importante cantidad público tanto a nivel provincial como nacional.

## Toponimia
El nombre se lo debe a la santa cuya devoción siempre estuvo presente en el lugar (Lucía de Siracusa), antes de que la zona fuese nombrada como en la forma actual.

## Geografía
A pesar de ser un departamento unido al aglomerado del Gran San Juan y uno de los más poblados, su crecimiento es lento y su actividad principal sigue siendo la agrícola.

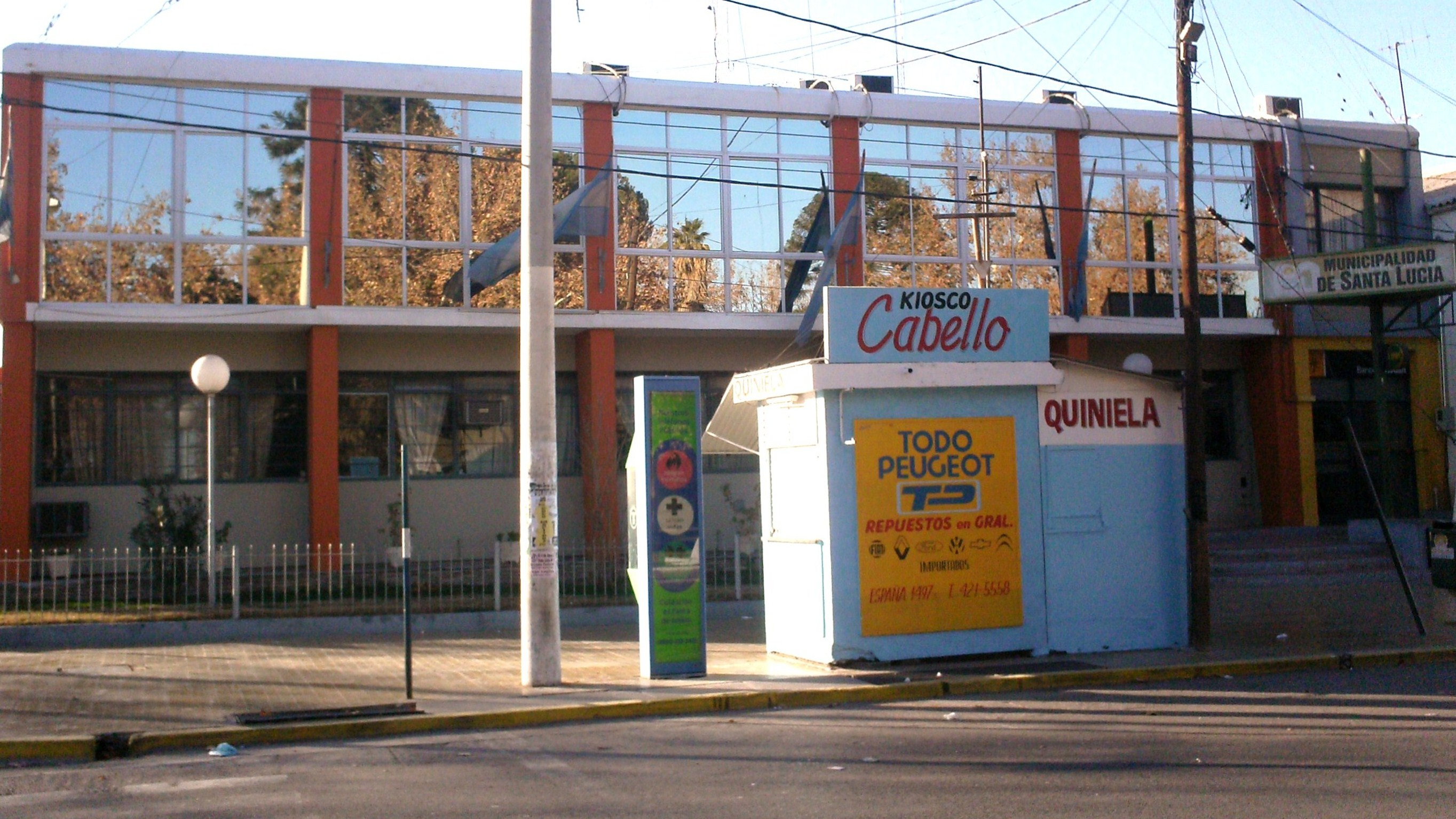
El edificio de la municipalidad de Santa Lucía.

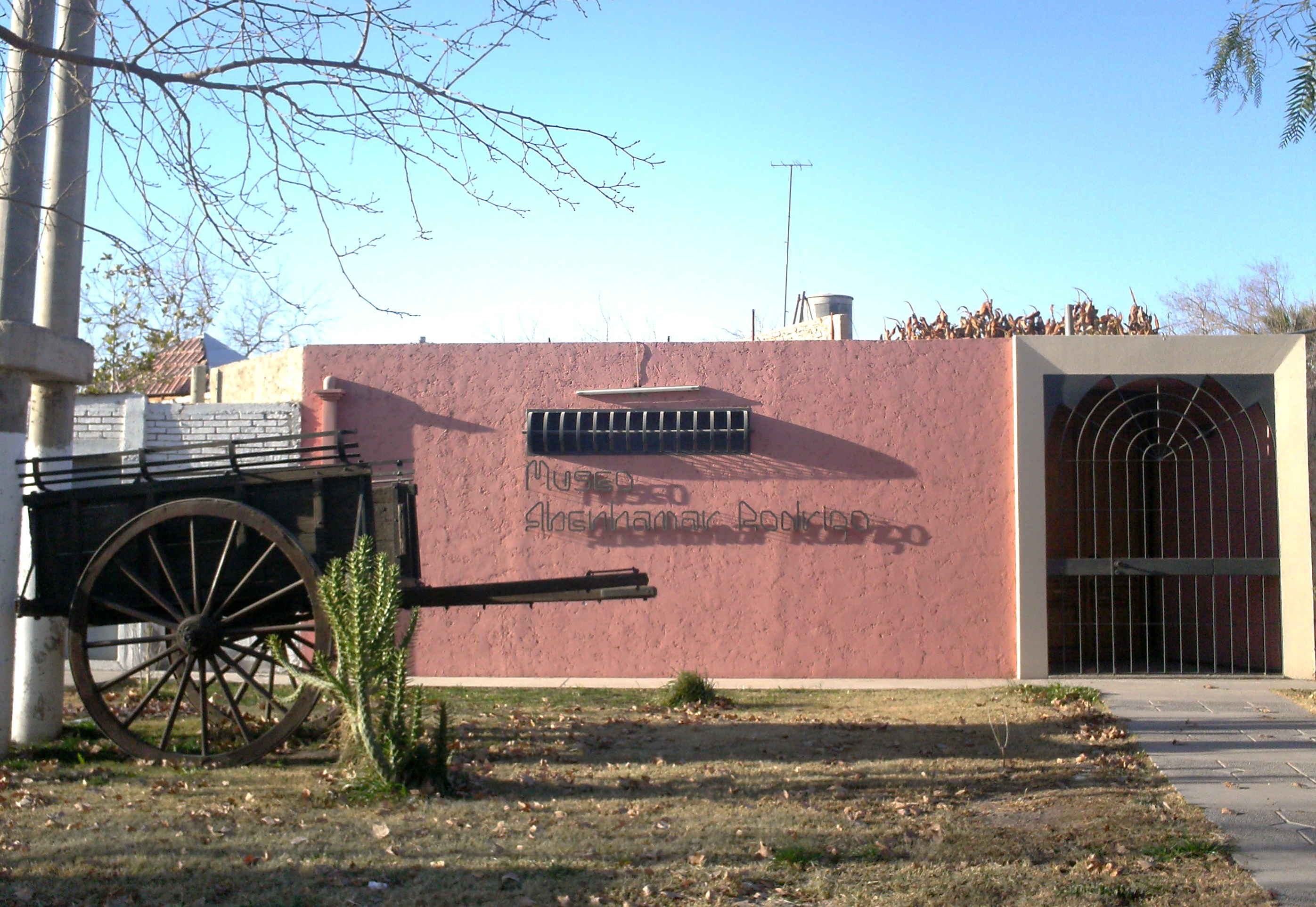
Museo de historia local en calle Yrigoyen, ciudad capital.

Su ubicación geográfica está en las coordenadas S 31° 32' 0'' W 68° 29' 0'', a 621 m s. n. m., en el centro norte del Valle del Tulúm (principal oasis agrícola de la provincia), en la parte sureste del Departamento Santa Lucía, a escasos dos kilómetros al este de la ciudad de San Juan.
Alrededor de la misma se observa un paisaje densamente poblado en crecimiento muy lento hacia el este.

### Sismicidad
La sismicidad del área de Cuyo (centro oeste de Argentina) es frecuente y de intensidad baja, y un silencio sísmico de terremotos medios a graves cada 20 años en distintas áreas aleatorias.

### Terremoto de Caucete 1977
El 23 de noviembre de 1977, Caucete fue asolada por un terremoto y que dejó como saldo lamentable algunas víctimas, y un porcentaje importante de daños materiales en edificaciones.
El Día de la Defensa Civil, fue asignado por un decreto recordando el sismo que destruyó la ciudad de Caucete el 23 de noviembre de 1977.
- Escala de Richter: 7,4
- 65 víctimas mortales
- 284 víctimas heridas
- más de 40.000 víctimas sin hogar. No quedaron registros de fallas en tierra, y lo más notable efecto del terremoto fue la extensa área de licuefacción (posiblemente miles de km²).

El efecto más dramático de la licuefacción se observó en la ciudad, a 70 km del epicentro: se vieron grandes cantidades de arena en las fisuras de hasta 1 m de ancho y más de 2 m de profundidad. En algunas de las casas sobre esas fisuras, el terreno quedó cubierto de más de 1 dm de arena.

#### Sismo de 1861
Aunque dicha actividad geológica ocurre desde épocas prehistóricas, el terremoto del 20 de marzo de 1861 señaló un hito importante dentro de la historia de eventos sísmicos argentinos ya que fue el más fuerte registrado y documentado en el país. A partir del mismo la política de los sucesivos gobiernos mendocinos y municipales han ido extremando cuidados y restringiendo los códigos de construcción. Pero solo con el terremoto de San Juan de 1944 del 15 de enero de 1944 (81 años) el gobierno sanjuanino tomó estado de la enorme gravedad sísmica de la región.

## Aspecto urbano

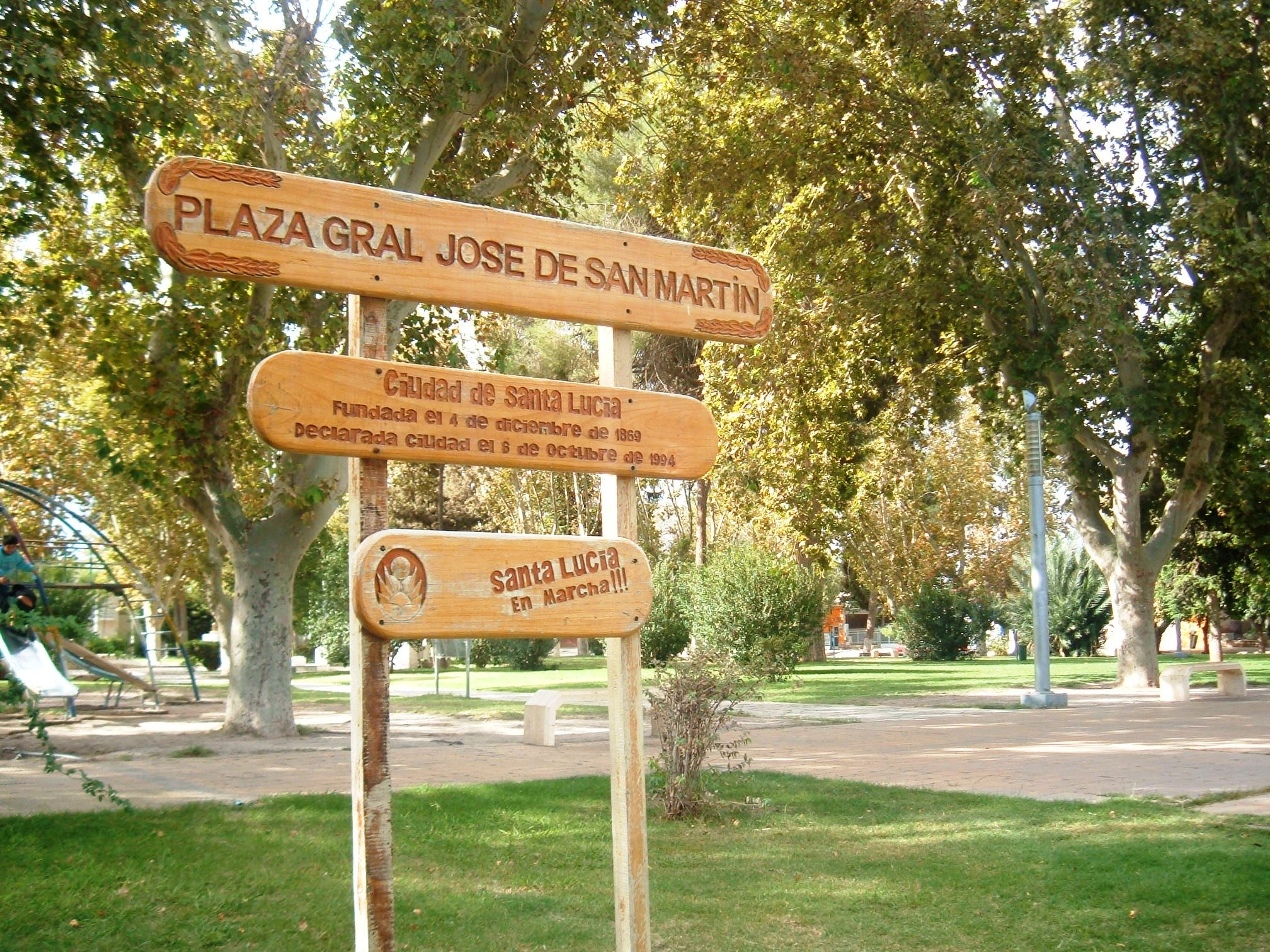
Vista de la Plaza principal de Santa Lucía

Su fisonomía es moderna, con amplias calles arboladas que son irrigadas por pequeños canales (acequias), una plaza excelentemente arbolada e instituciones con arquitecturas contemporáneas.
La trama de la ciudad se desarrolla a partir de su principal acceso, que es la Avenida Hipólito Yrigoyen, en dirección este oeste, de donde se ramifican las calles en dirección norte sur. Las más importantes Ramón Franco y Antonino Aberastain hasta la calle General Paz, donde se crea así una perfecta cuadra, que es la plaza principal. Circundando la plaza se encuentran
instituciones tales como la municipalidad, la policía, la iglesia, el correo, registro civil, escuelas y comercio no muy variado ya que es completamente escaso por encontrarse a escasos kilómetros de la ciudad de San Juan.
- Plaza San Martín

Es un espacio verde excelentemente arbolado, posee el tamaño de una cuadra, tiene juegos infantiles muy variados, en el centro se encuentra una fuente y es iluminada por luminarias modernas creando una luz de color blanca en las noches.
- Iglesia

Dicho edificio, está ubicado frente a la plaza en la parte noreste en las intersecciones de las calles Ramón Franco y General Paz. Posee forma gigantesca la arquitectura es contemporánea, posee un campanil de más de diez pisos de altura. El mencionado santuario resguarda la imagen de la Santa Lucía, la santa patrona del departamento del mismo nombre, donde cada mes de diciembre se realizan las fiestas patronales que es a nivel nacional.
- Palacio Municipal

Este edificio está ubicado frente a la plaza, en la parte noroeste en las intersecciones de las calles Antonino Aberastain y General Paz. Su arquitectura general es moderna, tiene dos pisos de altura y además es sede del Registro Civil.

## Población
El componente Santa Lucía, es el 5° más poblado del Gran San Juan con 60,887 habitantes (Indec, 2022), de los cuales se desglosan 38,750 habitantes (Indec, 2001) en Santa Lucía, 3,207 habitantes (Indec, 2001) en Alto de Sierra, y 1,106 habitantes (Indec, 2001) en Colonia Gutiérrez.
En el texto de la ley se especifican sus límites.

## Transporte

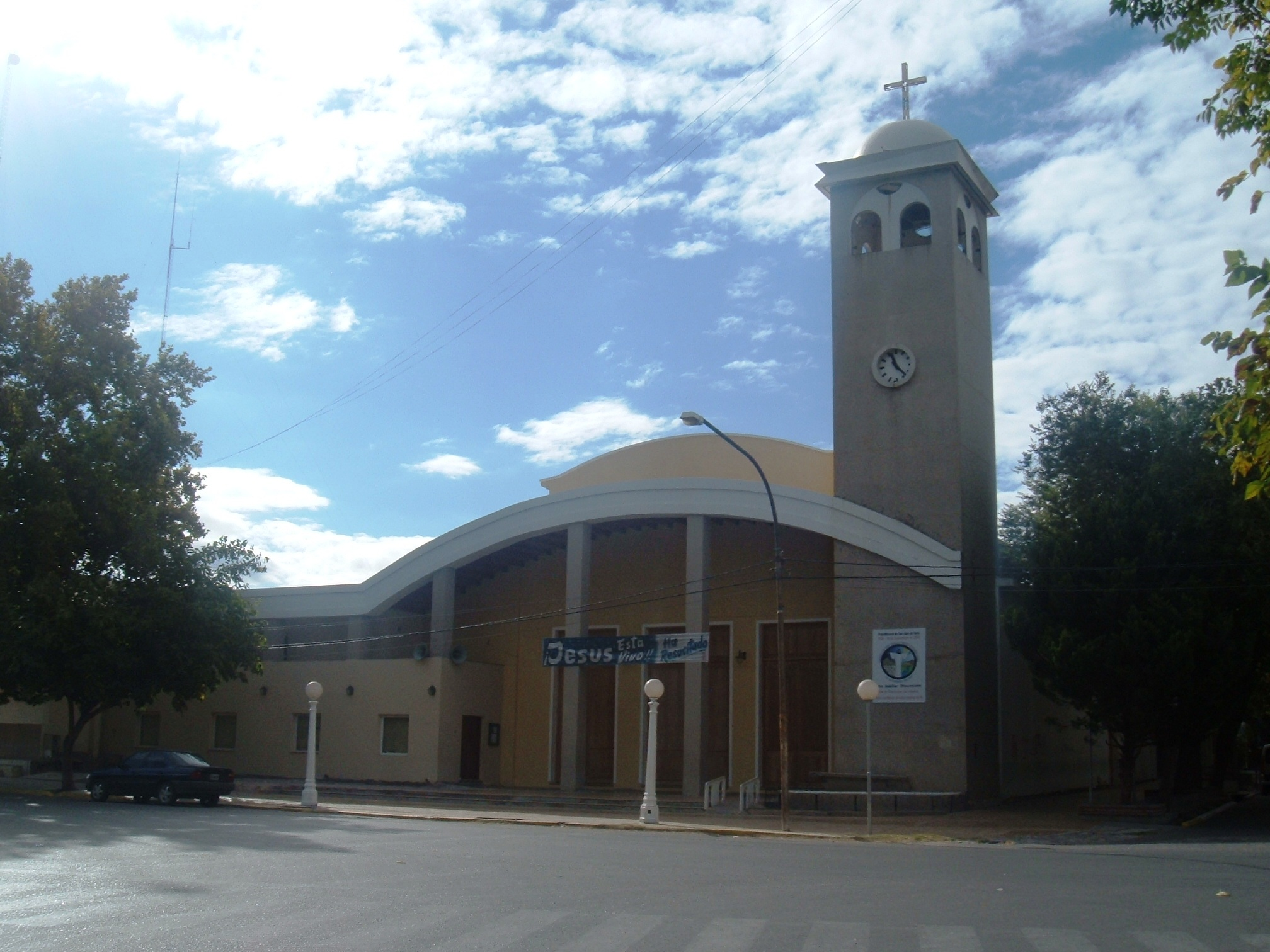
Iglesia matriz de Santa Lucía

El transporte público de pasajeros está representado por líneas de buses (colectivos), vulgarmente llamados "micros", que la conectan con los barrios circundantes, los demás distritos del departamento Santa Lucía y las ciudades adyacentes al Gran San Juan. También circulan numerosos taxis y remises.
EL transporte aéreo es atendido en el aeropuerto internacional Domingo Faustino Sarmiento, que se encuentra a tan sólo 9 km.

## Deporte
En Santa Lucía existe uno de los clubes más antiguos de la región, Club Atlético de la Juventud Alianza (el Lechuzo); este club tiene más de 100 años de historia y desde sus canteras salieron grandes deportistas que triunfaron en todo el mundo.

## Parroquias de la Iglesia católica en Santa Lucía
| Arquidiócesis | San Juan de Cuyo                                 |
| ------------- | ------------------------------------------------ |
| Parroquias    | Nuestra Señora del Valle, San Juan María Vianney |